# Kermes vermilio
Kermes vermilio (syn. Coccus ilices, svenskt namn kermeslus) är en insektsart som beskrevs av Planchon 1864. Kermes vermilio ingår i släktet Kermes och familjen eksköldlöss. Inga underarter finns listade i Catalogue of Life. Den har utgjort råvara för färgämnet karmosin.

## Biologi
Kermeslusen lever på kermeseken, som förekommer i Medelhavsområdet.

## Inom färgproduktion
Lusen användes tidigare allmänt i (södra) Europa för framställning av det röda färgämnet karmosin (kermesrött, vermillion). Detta scharlakans- eller blåröda färgämne hade inom den medeltida farmakopén namn som Grana kermes och Grana alkermes ('kermeskorn'). Produktionen skedde genom att gravida löss lades i ättika och därefter torkades. Resultatet blev bruna, glänsande korn.
Denna färgproduktion var i bruk från antiken till smink och färgning av textilier, och sedan 1400-talet för att ersätta den mer svårtillverkade purpur (efter purpursnäckan). I Sverige var karmosinrött i bruk sedan 1500-talet.
Produktion av karmosin var dominerande inom framställningen av röda färgämnen fram tills att den mexikanska koschenillen (den snarlika färgnyansen karmin, från koschenillsköldlusen) blev allmän i mitten av 1600-talet.  I praktiken är det ofta svårt att avgöra vilken av de två lössen – eller något annat färgämne – som varit inblandad i produktion av en viss färg, för tillverkan av karmin, scharlakansrött eller vermillion. Historiskt har dessa tre ord också använts omväxlande oberoende av färgursprung,